# Amplorhinus multimaculatus
Amplorhinus multimaculatus is een slang uit de familie Pseudoxyrhophiidae.

## Naam en indeling
De wetenschappelijke naam van de soort werd voor het eerst voorgesteld door Karl Patterson Schmidt in 1847. Het is de enige soort uit het monotypische geslacht Amplorhinus. De soort behoorde eerder tot de geslachten Dipsas en Psammophylax, waardoor de verouderde wetenschappelijke namen in de literatuur worden gebruikt. Ook het geslacht Amplorhinus werd beschreven door Schmidt in 1847.
De soortaanduiding multimaculatus betekent vrij vertaald 'voorzien van meerdere vlekken'.

## Uiterlijke kenmerken
De slang bereikt een lichaamslengte tot ongeveer vijftig centimeter. De kop is lastig te onderscheiden van het lichaam door het ontbreken van een duidelijke insnoering. De lichaamskleur is variabel, de meeste exemplaren hebben een bruine kleur met kleine zwarte vlekjes aan de bovenzijde. Er komen echter ook helder groene vormen voor, eveneens met kleine zwarte dorsale vlekjes. De buikzijde heeft een groenige kleur. De ogen hebben een normale grootte en hebben een ronde pupil.
De slang heeft 21 rijen schubben in de lengte op het midden van het lichaam en 133 tot 154 schubben aan de buikzijde. Onder de staart zijn 53 tot 91 schubben aanwezig.

## Levenswijze
Amplorhinus multimaculatus is overdag actief en leeft in vochtige omgevingen zoals langs de oevers van rivieren. Op het menu staan kikkers en hagedissen en ook kleine zoogdieren worden buitgemaakt. Bij bedreiging wordt het lichaam opgerold en zal de slang proberen te bijten. Het gif is niet gevaarlijk voor de mens. De vrouwtjes zijn eierlevendbarend; de jongen komen levend ter wereld. Het zijn er acht tot dertien per worp en de juvenielen hebben een lichaamslengte van 12 tot 20 centimeter.

## Verspreiding en habitat
Amplorhinus multimaculatus komt voor in delen van Afrika en leeft in de landen Zuid-Afrika, Zimbabwe en Mozambique. De habitat bestaat uit vochtige tropische en subtropische bergbossen en verschillende typen scrublands, graslanden en draslanden.

## Beschermingsstatus
Door de internationale natuurbeschermingsorganisatie IUCN is de beschermingsstatus 'veilig' toegewezen (Least Concern of LC).